# سیر نمی‌شم (ترانه بلک آید پیز)
«سیر نمی‌شم» تک‌آهنگی از بلک آید پیز است که در ۱۸ فوریه ۲۰۱۱ منتشر شد. این تک‌آهنگ در آلبوم شروع (آلبوم بلک آید پیز) قرار داشت.
این تک‌آهنگ در چارت‌های کانادا، برزیل، چک، لهستان در رتبه اول و در چارت‌های آمریکا و بسیاری دیگر کشورها جزو ده ترانه اول قرار گرفت.